# 戦時猛獣処分

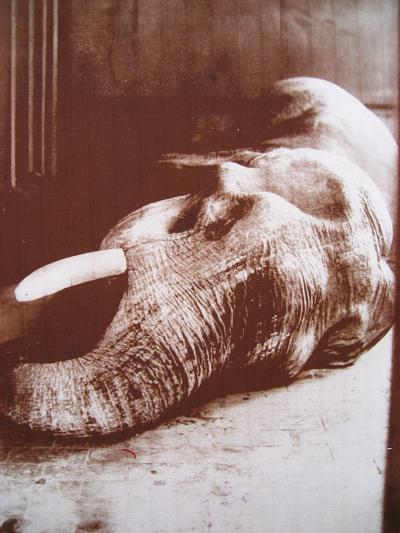
昭和18年(1943年)、猛獣処分となった上野動物園の「ジョン」。8月29日、絶食による餓死。

戦時猛獣処分（せんじもうじゅうしょぶん）とは、戦争時において動物園の猛獣が逃亡して被害を及ぼすのを未然に防止する目的で、殺処分することを言う。
歴史上では、連合国軍による本土空襲に備えて第二次世界大戦中の日本で行われた一連の事件が知られており、日本ではこの事件を指すのが慣用である。また、第二次世界大戦時のイギリスやドイツでも逃亡防止のため殺処分が行われた例がある。
他方、危機に際しても殺処分を行わなかった動物園もあり、空襲に巻き込まれての死亡例（ベルリン空襲時など）も見られる。別に、食料供給目的で食肉加工用に殺処分を実施した例もある（普仏戦争時のカストルとポルックスなど）。

## 日本における戦時猛獣処分
日本では第二次世界大戦中の1943年（昭和18年）以降に、日本各地の動物園で戦時猛獣処分が行われた。この措置は軍ではなく、都道府県や市町村などの行政機関によって命じられた。飼料不足も重なって、多数の飼育動物が戦争中に死亡した。

### 経緯
日本では、日中戦争中の1939年（昭和14年）頃から空襲時の猛獣脱走対策が本格的に検討されるようになった。1939年5月に開かれた初の全国動物園長会議（後の日本動物園水族館協会）では、研究課題の一つとして空襲時の猛獣脱走対策が挙げられ、檻の防護や殺処分などが検討された。これは、当時は日本領だった台湾へ中国空軍による渡洋爆撃が行われたのを踏まえての研究であった。1936年（昭和11年）の上野動物園クロヒョウ脱走事件以降に上野動物園で毎年行われていた猛獣捕獲訓練も、1939年のものは「空襲により檻が破壊されて脱走した」との想定で実施された。東山動物園でも、防空演習の一環として殺処分の訓練が行われている。
日米関係が悪化して太平洋戦争が迫った1941年（昭和16年）7月には、陸軍東部軍司令部から上野動物園に対し、非常時における対策要綱を提出するように指示が出た。これに応じ、上野動物園では『動物園非常処置要綱』を作成して提出した。この要綱では、飼育動物を危険度別に4分類し、実際に空襲が始まって火災などが迫った場合には危険度の高いものから殺処分する計画になっていた（詳細後述）。処分方法は薬殺を原則として、投薬量リストをまとめるとともに、緊急時には銃殺するものとしていた。日米開戦後の1942年（昭和17年）4月にドーリットル空襲があると、空襲の脅威は、より現実的なものとして意識されはじめた。
逃亡予防を目的とした戦時猛獣処分が実際に始まったのは、1943年（昭和18年）の上野動物園が皮切りである。8月11日にゾウ1頭の殺処分が決まったのを最初に、8月16日には新任の大達茂雄東京都長官から全猛獣の殺処分命令が下った。この命令に従って、上野動物園ではゾウやライオンなど14種27頭が薬殺や餓死により殺処分された。大達は、都長官着任前には日本軍占領地のシンガポール（昭南島）で軍政を担当していたため、戦況の悪化を熟知しており、疎開などの本土空襲対策に熱心であった。猛獣処分を命じた大達の真意について、上野動物園長だった古賀忠道は、被害予防というよりも国民の危機意識を高めることにあったのではないかと推測しているが、明確な史料が無く真相は不明である。東京では、上野以外にも井の頭自然文化園でも、同様にクマ2頭が殺処分となった。
前述の上野動物園の非常措置を受けて、日本全国を巡業していたサーカス団などが飼育していた猛獣の処遇も社会的な問題となった。1948年時点で日本国内のサーカス団にはライオン51頭、ゾウ11頭、クマ8頭、ヒョウ6頭、トラ2頭などが飼育されていたほか、サーカス団に所属しない「猛獣使い」も複数の動物を飼育していた。同年9月、内務省、警視庁は大日本興業協会仮設興行部に猛獣の飼養は都市外に限定すること、警戒警報発令後は興行を中止することを求めるとともに、射殺の準備やあらかじめ「懇篤な処置」を施すことも求めた。
これらの動物については、1943年10月、警視庁から処分命令が出され、ライオン52頭などが処分対象となったが、他の動物の行方は不明である。
その後、1944年（昭和19年）前半から、日本各地の他の動物園でも本格的に戦時猛獣処分が行われた。1944年3月に宝塚動植物園、大阪市立動物園（10種25頭処分）、京都市動物園（13頭処分）が実施したほか、仙台市立動物園や福岡市記念動物園（6月6日）も続いた。愛知県の東山動物園では、1943年10月-11月にライオン2頭（うち1頭は試射用）とクマ1頭だけは軍の要請を受けた市長の指示によって殺処分されたが、残りの多くは立地条件の良さや北王英一園長など当時の園関係者の努力と懇願によって猛獣飼育が続けられた。しかし、警備に協力する猟友会からは激しく非難されていた。その東山動物園でも、1944年12月13日の名古屋空襲に至り、「内務省からも射殺命令が出た」とする猟友会からの強硬な要請を受けて、ついにライオン2頭・ヒョウ2頭・トラ1頭・クマ2頭を銃殺した。数日後にも、残るクマ8頭が処分された。
日本での戦時猛獣処分は、直接的に多くが都道府県などの行政機関の命令や、警防団などからの要請を踏まえた動物園自身の判断によって実施された。この点、全ての猛獣処分が軍隊の命令によると説明されることがあり、『かわいそうなぞう』などのノンフィクション作品でも軍命令が原因と描かれていることが多い。軍命令説が広まった背景には、何もかも軍部のせいにして自身の責任を逃れようとした戦後の風潮があるとの見方もある。ただし直接的な軍命令による猛獣処分が無かった訳ではなく、京都市動物園では第16師団より猛獣処分命令が発せられている。
殺処分せずに、安全な地域の動物園へ避難させることも一部では行われた。例えば、東山動物園では、1943年（昭和18年）12月にライオン2頭を蒙古自治邦政府下の張家口動物園へと寄贈している。しかし、後述する上野動物園の事例のように、検討はされながらも実現しなかったものもある。
このほか、飼料不足による餓死や頭数整理のための殺処分も相次ぎ、空襲により死亡する動物も出た。
終戦時に生き残っていた動物は、ゾウが東山動物園に2頭と京都市動物園に1頭（間もなく餓死）、キリンが上野動物園に3頭と京都市動物園に1頭（間もなく餓死）、チンパンジーが東山動物園に1頭などわずかな数であった。このゾウが唯一生き残っていた東山動物園へは象列車が各地から運行されている。

### 上野動物園における戦時猛獣処分
東京都では大達茂雄東京都長官が、1943年8月16日に上野動物園などに対して猛獣の殺処分を発令した。これに従って上野動物園では、ゾウ、ライオン、トラ、クマ、ヒョウ、毒蛇などといった14種27頭が殺処分された。そのほとんどが餌に毒を混ぜての薬殺で、ほかにワイヤーロープを使った絞殺や餓死、刃物による処分の例もある。
前述のように、この処分命令はまったく唐突に発令されたものではなかった。約2年前の1941年（昭和16年）8月11日には、陸軍の指示に応えて、上野動物園が「動物園非常処置要綱」を作成し、空襲の危機が差し迫った場合の殺処分方針を決めていた。同要綱では飼育動物の危険度により、「第一種」であるクマ・ライオン・ゾウ・トラ等から、一番危険度の低い「第四種」カナリア・カメなどまでに分類していた。処置の時期については、「第一期の防空下令・第二期の空襲の時に処置の準備を完了させ、第三期の空襲による爆撃火災の危険近接したる時、近接の程度に応じて第一・第二種動物を順次処置し、更に危険のおよぶ時は第三種動物も順次処置す」と定められていた。飼育動物の収集には多大なコストがかかっており、再取得も困難であることから、軽率に殺処分すべきではないとの方針であった。処分方法としては、薬殺を第一義として投薬量も定め、予備的に銃殺とした。
処分に慎重な方針が転換され、猛獣に関しては予防的に殺処分を行うことになったのは、1943年（昭和18年）7月の大達茂雄の東京都長官就任後である。1か月以内に猛獣全頭を薬殺せよとの大達の命令は、同年8月16日に園長代理の福田三郎に下達された。対象となったのは「第一種」の危険動物とされた中でも半数強にあたる27頭で、うちヒョウ幼体（生後約半年）・アメリカバイソン2頭・ニシキヘビ・ガラガラヘビは8月20日以降に追加された。銃声による市民の不安を避けるために、銃殺ではなく硝酸ストリキニーネを用いての薬殺を主な手段とすることにした。秘密を厳守する為に飼育員の家族にも処分実施は口外禁止とされた。なお、特に気性が荒く危険と見られたゾウの「ジョン」に関しては、この処分命令よりも前の8月11日に、都の公園課長や福田園長代理らによって殺処分することが決められ、すでに13日から絶食状態とされていた。
殺処分の作業は、命令当日の閉園後から着手された。8月17日のホクマンヒグマとツキノワグマ各1頭の薬殺を初めに、9月1日までの間にゾウ1頭を含む24頭の殺処分が済んだ。ヒョウのハチも、この時に殺処分されたうちの1頭である。作業はほぼ連日であったが、解剖作業や後述の疎開検討の関係で休んだ日もある。多くは計画通りの薬殺であったが、毒餌を食べようとしなかったクロヒョウなどはワイヤーで絞殺、チョウセンクロクマは投薬のうえ槍で刺殺、生餌しか食べないために薬殺不能だったニシキヘビは刃物で頭部切断といった例外もある。その後、9月11日にゾウ1頭とヒョウ幼体1頭、9月23日にゾウ1頭が死亡して計14種・27頭の殺処分は終わった。
一連の殺処分の中で、3頭のインドゾウの処分は特に著名である。うち気性の荒い「ジョン」については、命令が下る以前の8月13日に餓死による殺処分が着手され、17日目の8月29日に餓死した。処分命令により、残る2頭も餓死の方法で殺処分されることになった。飼育係の菅谷吉一郎は、気性の荒いジョンは処分は仕方ないと思っていたが、気性が穏やかで性格も優しかった「トンキー」と「ワンリー」（別名「花子」）は何とか救ってやりたいと、福田園長代理に懇願したという。後述のように福田も、トンキー達を救う為に他の動物園への譲渡を検討したが、大達の反対で潰える事となった。ワンリーは9月11日、最後まで生き残ったトンキーも9月23日午前2時42分に餓死し、上野動物園のゾウは全滅した。トンキーの場合、実に絶食開始から30日という長き苦痛と苦悶に満ちた日々であった。空いた象舎は資材置き場となったが、後に1945年（昭和20年）4月13日の東京空襲で焼夷弾多数の直撃を受けて破壊された。
なお、ゾウの処分に餓死の方法が用いられた経緯について、当初は薬殺が試みられたと福田は回想している。福田によると、最初のジョンの場合、食欲を増すために絶食させたうえで、硝酸ストリキニーネを入れた毒入りジャガイモを与えたが、繊細なゾウには分かってしまい吐き出した。そのほかのゾウも同じように毒餌を受け付けなかったという。毒薬の注射も試みられたが厚い皮膚に針が刺さらず失敗し、やむなく餓死という苦渋の選択が取られたとする。これに対し、フレデリック・S・リッテン（Frederick S. Litten）は、薬殺の試行は無く、最初から餓死させる方針だったのではないかと主張している。福田の戦時中の日誌には、陸軍関係者が水に毒を混ぜてトンキーに飲ませようとしたことは書かれているが、毒餌については触れていない。また、毒薬注射に関しては、軍関係者がトンキーから採血を行ったことが記録されており、採血用の注射針が通るのだから毒薬注射も物理的に可能だったはずだと推測している。
殺処分命令が下った後、処分回避のための努力も行われていた。16日の命令伝達の際に、公園課長や福田園長代理らが疎開の可能性を話し合ったものとみられる。名古屋市の東山動物園と仙台市の仙台市動物園へ、前者にはヒョウ2頭・クロヒョウ2頭、後者にはゾウ1頭の引き受け要請の手紙が、園長代理名で発せられた。両動物園からは好意的な回答が寄せられ、鉄道の手配も進んだが、8月23日に大達都長官から疎開を中止せよとの指示があり、疎開計画は破談となった。そのほか、高松市の栗林公園動物園へのヒョウ幼体の譲渡計画や、大阪の天王寺動物園へのゾウ・マレーグマ引き受け照会、満洲国の新京動物園からの爬虫類引き受け提案などがあったが、すべて実現しなかった。
上野動物園での戦時猛獣処分実施については、同年9月2日に公表された。報道などでは「時局捨身動物」と称された。9月4日に大達長官ら臨席で慰霊祭が執り行われたが、この時点ではゾウ2頭はいまだ絶食状態で生存していたため、象舎には鯨幕が張られて目隠しされた。動物の死体は陸軍獣医学校の協力も得て解剖され、剥製や晒し皮として標本に加工された。
標本は1943年末までに出来上がり、1944年1月からライオン、ヒョウ、シロクマ各2頭、ヒグマ、トラ、野牛の剥製が展示された。
ゾウ2頭の晒し皮は、陸軍被服本廠へと研究資材として提供された。
以上の逃亡予防のための戦時猛獣処分のほか、上野動物園では飼料の確保困難が原因で、飼育動物の殺処分による整理も実施された。上野動物園では太平洋戦争開戦前には飼料不足が顕在化しており、肉類代用としての魚類の使用、牧草代用としての街路樹の落ち葉使用などが進められていた。1941年（昭和16年）2月には、ヒマラヤグマ3頭とツキノワグマ1頭が整理のために射殺、ヤギなどが肉食獣の飼料に転用された。戦況の悪化とともに飼料事情もますます悪化し、1945年（昭和20年）にカバ2頭（京子・マル）が餓死により殺処分されたほか、鳥類多数が肉食獣の飼料に転用されてしまった。なお、飼料不足や空襲のストレスにより、オットセイやチンパンジーが栄養失調死している。暖房用の燃料不足も深刻で、熱帯産の動物では病気が多発した。飼育動物の減少により空いた施設では、人間の食肉用の家畜飼育がおこなわれた。
後に上野動物園での戦時猛獣処分実施については、当時園長代理の福田三郎により『動物園物語』として発表され、1957年には山本嘉次郎の監督により『象』と改題し映画化された。
2010年8月には岩貞るみこが、後述する童話などにより有名になった上野動物園における猛獣処分の顛末を、新たに調査して飼育員・菅谷の視点で描いた児童向けノンフィクション小説『ゾウのいない動物園 上野動物園ジョン、トンキー、花子の物語』（講談社青い鳥文庫）が出版された。

### 創作作品
戦後、本件を題材にした創作作品がいくつか作られた。
- 最もよく知られているのは、上野動物園のゾウの悲劇を基にした土家由岐雄の童話『かわいそうなぞう』（1951年）で、同書を通して戦時猛獣処分が以後の世代に広く知られることとなった[1]。
- 他にも、飯森広一が漫画『トンキー物語』（1971年）で、藤子・F・不二雄が漫画『ドラえもん』作中の「ぞうとおじさん」（1973年、てんとう虫コミックス5巻/藤子・F・不二雄大全集4巻収録）で、それぞれ動物園で行われた戦時猛獣処分について描いている。
- 映画では、1957年の山本嘉次郎監督『象』が上野動物園でのゾウの殺処分を扱ったシリアスな映画であるが、1949年の安田公義監督『待って居た象』は殺処分されないよう動物園の飼育員がゾウを山の中に逃し、終戦でゾウは動物園に戻るという内容の喜劇映画である。なお『待って居た象』には殺処分されなかった東山動物園のゾウ2頭が出演しているが、この2頭は1947年の吉村公三郎監督『象を喰った連中』の冒頭にも出演している。『象を喰った連中』も喜劇映画で、この映画で病死して肉を食べられるゾウは、戦争中は動物園の飼育員が木曽の山奥に連れて行って守り通したゾウで、戦後まで生き残った日本で最後のゾウという設定である。また猛獣処分のシーン等はないが、1961年の松山善三監督『名もなく貧しく美しく』の主人公のろう者夫婦の結婚前の最初のデートの場所は戦後すぐの上野動物園で、処分されて動物がおらず檻がカラの動物園内を二人は歩いている。

### 戦後の動物たち
第二次世界大戦後の1949年（昭和24年）、上野動物園がある台東区の子供たち（台東区子供議会）からの「生きたゾウが見たい」という要望に対してインドの首相ジャワハルラール・ネルーが応え、同年9月にインド政府から上野動物園にメスのアジアゾウ1頭が贈られた。このゾウは「インディラ」と命名されたが、ネルー首相の娘であり後に首相となるインディラ・ガンディーが名祖であるとされる。
また、同じ9月にタイからもメスのアジアゾウ1頭が贈られており、このゾウは、同国から戦前に贈られ戦中に殺処分されてしまった「花子」（ワンリー）に代わる二代目として「はな子」と命名された。なお、はな子は1954年（昭和29年）、誘致運動によって上野動物園から井の頭自然文化園に移された。2016年5月26日 永眠。
（別項「実在した象の一覧」も参照のこと）。
また、1952年、上野動物園飼育企画長の林寿郎により、カバ、キリン、チーター、ブチハイエナなど48頭の動物がケニアの動物商から購入され（その中のカラカル2頭は喧嘩で死亡したが、その後寄港したマニラにてヒムネバト2羽が加わリ、動物は再び48頭になった）、名古屋港、神戸港、横浜港に陸揚げされた。カバの「重吉」(東山動物園。2001年没）、キリンの「タカオ」（上野動物園。1980年没）などが有名（日本のカバの約半数は「重吉」の子孫である）。
第二次世界大戦後も、1950年に朝鮮戦争が勃発した際には日本への戦闘拡大が危惧され、動物園での対策が検討されている。上野動物園では、1950年末から1951年1月にかけて『上野動物園非常事態計画』『非常事態打開計画資料』というマニュアルをまとめた。同園では、戦時猛獣処分の再現や空襲被害による動物の死亡を避けるため、伊豆大島への疎開を行う方針であった。なお、1951年5月から6月にかけてゾウの「はな子」とライオン1頭が伊豆大島へと派遣されているが、これは戦争とは無関係で、平時の移動動物園の巡業の一環である。

## ドイツにおける戦時猛獣処分
ドイツにおいては、動物園によって事前処分が行われた施設と、行われなかった施設に分かれている。開戦早々にドイツ西部の動物園に対して猛獣を処分せよとの軍命令が出されたとの説があるが、実際には一律処分が実行されたわけではなかった。
ベルリン動物園では事前の殺処分は行われなかった。ベルリンでも近隣住民からはライオンやトラの脱走を恐れる声が上がり、職員の間でもゾウやクマの暴走を危惧する者はあった。しかし、最後まで事前処分は実行されなかった。その代り、戦火によって多数の飼育動物が死亡している。1941年9月7日の空襲でアンテロープ1頭が死亡したのを皮切りに、空襲が激化した1943年にはゾウ7頭やライオン3頭などが死亡した。ベルリン市街戦では壊滅的な打撃を受けたが、1944年末の総数約900頭のうちライオンやハイエナ、ゾウを含む91頭が終戦まで生き残った。
ミュンヘン動物園（en）やフランクフルト動物園では、戦争後期になって空襲が始まった後に、ライオンの殺処分が行われた。
早い時期に事前処分が行われた例としては、ヴッパータールのウッパータール動物園（en）が挙げられる。ヴッパータールでは、まやかし戦争状態の1940年3月15日に、ヒグマ3頭とホッキョクグマ2頭、ライオン5頭を市当局の命令で射殺した。その後、ヴッパータール動物園は空襲被害こそほとんど受けなかったものの、残りの飼育動物の大半は、戦争末期の混乱の中で職員の手で処分されたり、略奪にあったりして失われた。それでも終戦から数日後には営業を再開したのだった。
なお、戦時中に連合国側においては、「ドイツの動物園の猛獣は全て事前に殺処分された」との事実に反する報道がされていた。1943年には「空襲下のベルリン動物園から動物が大量脱走して機関銃で射殺された」との誤った報道もあった。
また、ドイツでハリー・ピール（en:Harry Piel）監督により制作された映画『パニック』（原題“Panik”, 1943年公開。1953年に再編集版が“Gesprengte Gitter”として公開）では、爆撃により動物園から猛獣が脱走するという筋立てになっていた。この映画の筋立てについては、1940年10月13日のフェルキッシャー・ベオバハターによって早くから紹介されており、日本にも伝わっていた可能性がある。

## イギリスにおける戦時猛獣処分

### イギリスでの実施状況
第二次世界大戦でドイツ軍の本土空襲（バトル・オブ・ブリテン）にさらされたイギリスでも、戦時猛獣処分が行われた。
ロンドン動物園では、開戦からまもなく、毒ヘビとサソリなどの無脊椎動物を逃亡予防のために殺処分した。25年間も爬虫類を担当してきた飼育員は、人目をはばからず泣いていた。しかし、そのほかの動物で事前に殺処分された例は無く、多くは被弾を避けるために片隅に集められ、ゾウなど一部の希少性の高い動物はホィップスネイド野生動物園に疎開させた。また、飼料不足から、アシカ2頭はアメリカへと疎開している。ロンドン動物園の受けた空襲被害は限定的で、直撃弾を受けたシマウマの飼育舎から1頭が逃亡したほか、猿山の柵が破壊されてアカゲザルが逃亡した程度だった。脱走した動物は、数日以内に再捕獲された。
北アイルランドのベルファスト動物園（en）では、1941年にベルファストがドイツ軍の爆撃圏内に入ったため、公安局（Ministry of Public Security）の命令で33頭の飼育動物が殺処分された。処分の対象にはライオンやオオカミ、ハイエナ、ホッキョクグマなどが含まれた。処分対象となった種は、戦後の1947年頃に再取得されるまでベルファスト動物園では見られなかった。一方、ゾウは処分を免れて戦争を生き延びたものがあった。中でも、シェイラ（Sheila）と名付けられた子供のゾウは、殺処分を避けるため、ある飼育員の家の裏庭に一時期の夜間は匿われていた。ベルファスト動物園によるとシェイラを保護していた人物は長らく詳細不明で、「ゾウの守護天使」と称されて同園史上の謎とされてきたが、2009年に、女性飼育員の一人が母親と一緒にシェイラを匿ったことが判明したという。この女性飼育員は、男性飼育員たちが出征したために代用職員となっていた人物で、他の職員の帰宅後に密かにシェイラを檻から出して近所の自宅に連れ帰り、また朝には動物園に戻していた。住民の通報で事件は発覚し、女性飼育員は解雇されたが、以後も空襲の夜には動物園を訪れてシェイラが怯えないようなだめていたという。

### イギリスの戦時猛獣処分に関する創作作品
創作作品でイギリスでの戦時猛獣処分に関わるものとして、ジョン・ディクスン・カーの推理小説『爬虫類館の殺人』（原題“He Wouldn't Kill Patience”, 1944年発表）が挙げられる。作中では、1941年のロンドンを舞台に、ある動物園に対し毒ヘビの殺処分が政府から求められているという設定になっている。

## アメリカにおける戦時猛獣処分計画
アメリカ合衆国でも、第二次世界大戦時には日本軍による空襲による猛獣の脱走の危険が問題となり、1942年以降に対策が検討された。例えばフィラデルフィア動物園（en）では、町が空襲を受けて檻の破損など動物の脱走の危険が生じた場合、警備員が殺処分すべき危険動物30頭を決定していた。アメリカバイソンやライオン、アフリカゾウ、ヤマネコ、クマなどは脱走しそうになったらその場で銃殺する予定で、猿類も脱走した場合には射殺するものとされた。他方、タテガミオオカミとハイエナは殺さずに再捕獲する計画だった。